# Yoshiyuki Kawashima
Yoshiyuki Kawashima (川島 義之, Kawashima Yoshiyuki) (25 mai 1878 - 8 septembre 1945) est un général de l'armée impériale japonaise qui fut ministre de la Guerre dans les années 1930.

## Biographie
Né dans la préfecture d'Ehime, Kawashima sort diplômé de la 10e promotion de l'académie de l'armée impériale japonaise en 1898 (avec pour camarade de classe Sadao Araki) puis est diplômé avec les honneurs de la 20e promotion de l'école militaire impériale du Japon en 1908. Il est attaché militaire en Allemagne de 1910 à 1913.
Après avoir servi au département de stratégie et de planification à l'État-major de l'armée impériale japonaise, Kawashima est assigné au commandement de la 1re brigade de la garde impériale du Japon. Il est promu général de brigade en 1923 et général de division en 1927. Il commande ensuite la 19e division et la 3e division.
Nommé vice-commandant de l'inspection générale de l'entraînement militaire en 1932, il devient ensuite commandant de l'armée japonaise de Corée de 1932 à 1934 en tant que membre du conseil de guerre suprême après sa promotion de général de corps d'armée en 1934. Kawashima devient ministre de la Guerre en 1935 mais est forcé de démissionner en raison de son implication dans la tentative de coup d'État de l'incident du 26 février 1936.
Kawashima meurt peu après la fin de la Seconde Guerre mondiale le 8 septembre 1945.